# Erionotini
Tribu
Les Erionotini sont une tribu de papillons de la sous-famille des Hesperiinae.

## Liste des genres
Selon NCBI (27 juillet 2023) :
- genre Acerbas de Nicéville, 1895
- genre Ancistroides Butler, 1874
- genre Andronymus Holland, 1896
- genre Creteus de Niceville, 1895
- genre Eetion de Nicéville, 1895
- genre Erionota Mabille, 1878
- genre Gangara Moore, 1882
- genre Ge de Nicéville, 1895
- genre Hyarotis Moore, 1881
- genre Iambrix Watson, 1893
- genre Idmon de Nicéville, 1895
- genre Ilma Swinhoe, 1905
- genre Isma Distant, 1886
- genre Koruthaialos Watson, 1893
- genre Lepella Evans, 1937
- genre Lotongus Distant, 1886
- genre Malaza Mabille, 1904
- genre Matapa Moore, 1881
- genre Notocrypta de Nicéville, 1889
- genre Oerane Elwes & Edwards, 1897
- genre Parosmodes Holland, 1896
- genre Pemara Eliot, 1978
- genre Perrotia Oberthur, 1916
- genre Pirdana Distant, 1886
- genre Plastingia Butler, 1870
- genre Ploetzia Saalmüller, 1884
- genre Prosopalpus Holland, 1896
- genre Pseudokerana Eliot, 1978
- genre Pseudopirdana Chiba & Tsukiyama, 1993
- genre Psolos Staudinger, 1889
- genre Pudicitia de Nicéville, 1895
- genre Pyroneura Eliot, 1978
- genre Quedara Swinhoe, 1919
- genre Salanoemia Eliot, 1978
- genre Scobura Elwes & Edwards, 1897
- genre Stimula de Nicéville, 1898
- genre Suada de Nicéville, 1895
- genre Suastus Moore, 1881
- genre Tiacellia Evans, 1949
- genre Udaspes Moore, 1881
- genre Unkana Distant, 1886
- genre Zela de Nicéville, 1895

## Systématique
Le nom valide complet (avec auteur) de ce taxon est Erionotini Distant, 1886.